# George Howard, IX conte di Carlisle
George James Howard, IX conte di Carlisle, noto come George Howard sino al 1889 (Londra, 12 agosto 1843 – Hindhead, 16 aprile 1911), è stato un nobile, politico e pittore britannico.

## Biografia
George nacque a Londra, figlio di Charles Howard, quinto figlio di George Howard, VI conte di Carlisle. Sua madre era Mary Parke, figlia di James Parke, I barone Wensleydale. Egli venne educato a Eton ed al Trinity College di Cambridge, dove aderì ai Cambridge Apostles nel 1864.

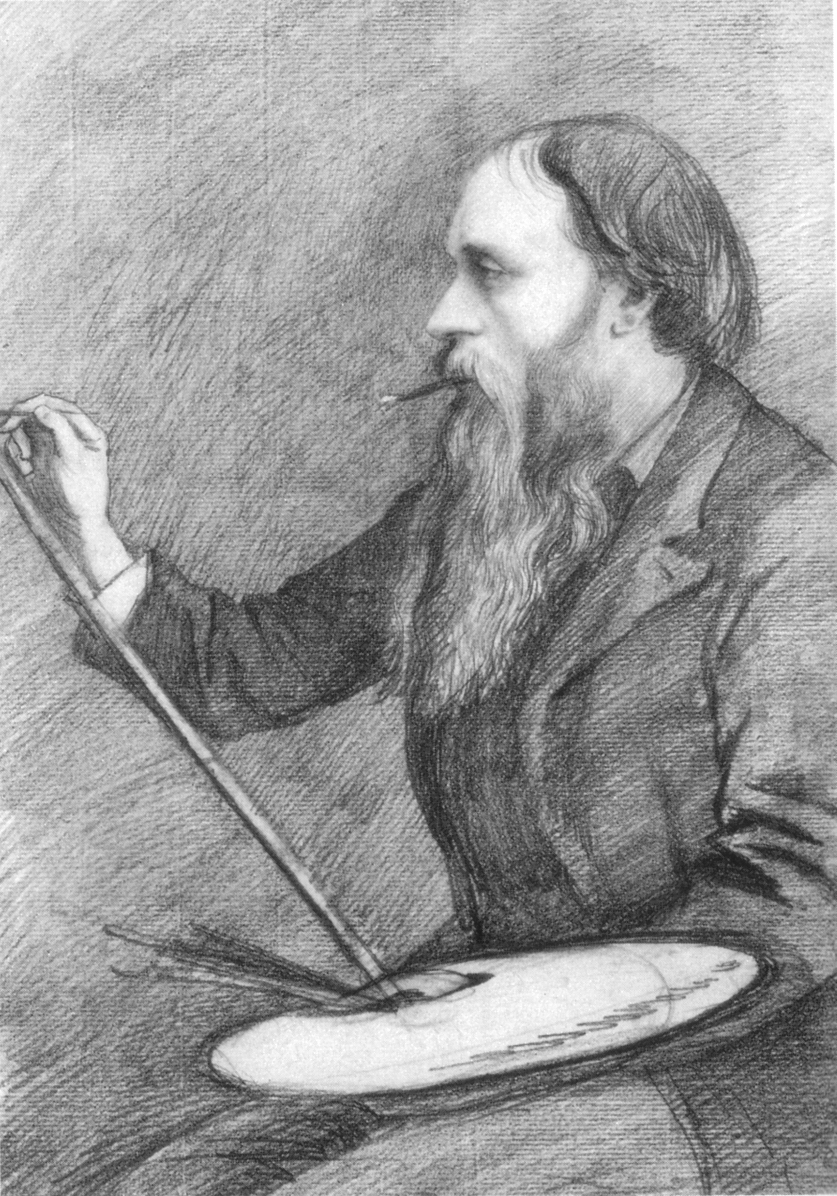
Edward Burne-Jones ritratto da Lord Carlisle.

Dato il suo spiccato talento per la pittura e per le arti, George Howard venne avviato alla carriera artistica e studiò con maestri come Alphonse Legros e Giovanni Costa, appartenendo alla 'Etruscan School'. Egli sposò Rosalind Frances Stanley nel 1864, ma egli non dimostrò mai un grande interesse per le campagne politiche della moglie, sebbene supportasse il Temperance movement. Come amico e patrono di un gran numero di artisti preraffaelliti, divenne grande amico di Edward Burne-Jones.
Nella fase matura della sua vita, egli si interessò anche di politica aderendo al Partito Liberale e divenendo membro del parlamento per la circoscrizione dell'East Cumberland tra il 1879 ed il 1880 e nuovamente tra il 1881 ed il 1885. Nel 1889 venne chiamato a succedere a suo zio William George Howard, VIII conte di Carlisle, ai titoli della casata col quale era imparentato. Egli divenne quindi membro della National Gallery di Londra.
Lord Carlisle morì a Hindhead, Brackland, nel Surrey, nell'aprile del 1911 all'età di 67 anni. Il suo figlio primogenito, Charles, gli succedette nei titoli nobiliari. Sua moglie morirà nell'agosto del 1921 all'età di 76 anni.

### Matrimonio e figli
Lord Carlisle sposò Rosalind Frances Stanley, figlia di Edward Stanley, II barone Stanley di Alderley, nel 1864 La coppia ebbe undici figli:
- Mary Henrietta (1865-2 settembre 1956), sposò Gilbert Murray (m. 20 maggio 1957) il 30 novembre 1889; ebbero tre figli;
- Charles James Stanley Howard, X conte di Carlisle (8 marzo 1867 - 20 gennaio 1912).
- Cecilia Howard (1868-m. 6 maggio 1947), sposò Charles Henry Roberts (m. 25 luglio 1959) il 7 aprile 1891.
- Hubert George Lyulph Howard (3 aprile 1871 - settembre 1898), ucciso nella Battaglia di Omdurman.
- Christopher Edward Howard (2 giugno 1873 - 1º settembre 1896).
- Oliver Howard (n. 14 marzo 1875), sposò Muriel Stephenson (1876–1952) il 17 marzo 1900; ebbe discendenza: Hubert Arthur George Howard (n. 1901) e Gwendolen Georgiana Howard (n. 1902).
- Geoffrey William Algernon Howard (12 febbraio 1877 - 20 giugno 1935).
- Michael Francis Stafford Howard (23 gennaio 1880 - 9 ottobre 1917) sposò Nora Hensman (m. 1961) il 30 novembre 1911; ebbe discendenza: Eric Bertram Howard (n. 1917) e Geraldine Mary Howard (n. 1917).
- Dorothy Howard (m. 14 settembre 1968), sposò Francis Robert Eden (1877–1962) il 14 ottobre 1913; ebbe discendenza: Michael Francis Eden (n. 1914), Barbara Dorothy Eden, Griselda Rosalind Eden (n. 1917), Nancy Clare Eden (n. 1918) e Roger Quentin Eden (n. 1922).
- Elizabeth Dacre Howard (n. 1883).
- Aurea Howard (n. 1884), sposò Denyss Chamberlaine Wace il 24 maggio 1923.

## Ascendenza
|                                     |              |                                         | Genitori                                          |  |  | Nonni |  |  | Bisnonni                              |  |  | Trisnonni                          |  |
|                                     |              |                                         |                                                   |  |  |       |  |  | Frederick Howard, V conte di Carlisle |  |  | Henry Howard, IV conte di Carlisle |  |
|                                     |              |                                         |                                                   |  |  |       |  |  | Frederick Howard, V conte di Carlisle |  |  | Henry Howard, IV conte di Carlisle |  |
|                                     |              | hon. Isabella Byron                     |                                                   |  |  |       |  |  | Frederick Howard, V conte di Carlisle |  |  |                                    |  |
| George Howard, VI conte di Carlisle |              |                                         |                                                   |  |  |       |  |  | Frederick Howard, V conte di Carlisle |  |  |                                    |  |
|                                     |              | lady Margaret Leveson-Gower             | Granville Leveson-Gower, I marchese di Stafford   |  |  |       |  |  |                                       |  |  |                                    |  |
|                                     |              | lady Margaret Leveson-Gower             | Granville Leveson-Gower, I marchese di Stafford   |  |  |       |  |  |                                       |  |  |                                    |  |
|                                     |              | lady Margaret Leveson-Gower             | lady Louisa Egerton                               |  |  |       |  |  |                                       |  |  |                                    |  |
| lord Charles Howard                 |              | lady Margaret Leveson-Gower             |                                                   |  |  |       |  |  |                                       |  |  |                                    |  |
|                                     |              | William Cavendish, V duca di Devonshire | William Cavendish, IV duca di Devonshire          |  |  |       |  |  |                                       |  |  |                                    |  |
|                                     |              | William Cavendish, V duca di Devonshire | William Cavendish, IV duca di Devonshire          |  |  |       |  |  |                                       |  |  |                                    |  |
|                                     |              | William Cavendish, V duca di Devonshire | Charlotte Elizabeth Boyle, marchesa di Hartington |  |  |       |  |  |                                       |  |  |                                    |  |
| lady Georgiana Cavendish            |              | William Cavendish, V duca di Devonshire |                                                   |  |  |       |  |  |                                       |  |  |                                    |  |
|                                     |              | lady Georgiana Spencer                  | John Spencer, I conte Spencer                     |  |  |       |  |  |                                       |  |  |                                    |  |
|                                     |              | lady Georgiana Spencer                  | John Spencer, I conte Spencer                     |  |  |       |  |  |                                       |  |  |                                    |  |
|                                     |              | lady Georgiana Spencer                  | Margaret Poyntz                                   |  |  |       |  |  |                                       |  |  |                                    |  |
| George Howard, IX conte di Carlisle |              | lady Georgiana Spencer                  |                                                   |  |  |       |  |  |                                       |  |  |                                    |  |
|                                     | Thomas Parke | Thomas Parke                            |                                                   |  |  |       |  |  |                                       |  |  |                                    |  |
|                                     | Thomas Parke | Thomas Parke                            |                                                   |  |  |       |  |  |                                       |  |  |                                    |  |
|                                     | Thomas Parke | Hannah Parke                            |                                                   |  |  |       |  |  |                                       |  |  |                                    |  |
| James Parke, I barone Wensleydale   | Thomas Parke |                                         |                                                   |  |  |       |  |  |                                       |  |  |                                    |  |
|                                     |              | Anne Preston                            | William Preston                                   |  |  |       |  |  |                                       |  |  |                                    |  |
|                                     |              | Anne Preston                            | William Preston                                   |  |  |       |  |  |                                       |  |  |                                    |  |
|                                     |              | Anne Preston                            | …                                                 |  |  |       |  |  |                                       |  |  |                                    |  |
| Mary Priscilla Harriet Parke        |              | Anne Preston                            |                                                   |  |  |       |  |  |                                       |  |  |                                    |  |
|                                     |              | Samuel Francis Barlow                   | Francis Barlow                                    |  |  |       |  |  |                                       |  |  |                                    |  |
|                                     |              | Samuel Francis Barlow                   | Francis Barlow                                    |  |  |       |  |  |                                       |  |  |                                    |  |
|                                     |              | Samuel Francis Barlow                   | Elizabeth Barlow                                  |  |  |       |  |  |                                       |  |  |                                    |  |
| Cecilia Barlow                      |              | Samuel Francis Barlow                   |                                                   |  |  |       |  |  |                                       |  |  |                                    |  |
|                                     |              | Mary Thornton                           | William Thornton                                  |  |  |       |  |  |                                       |  |  |                                    |  |
|                                     |              | Mary Thornton                           | William Thornton                                  |  |  |       |  |  |                                       |  |  |                                    |  |
|                                     |              | Mary Thornton                           | Mary Myster                                       |  |  |       |  |  |                                       |  |  |                                    |  |
|                                     |              | Mary Thornton                           |                                                   |  |  |       |  |  |                                       |  |  |                                    |  |